# Šegoravy
Šegovary (in russo Шеговары) è un villaggio (село) russo del Šenkurskij rajon, nell'oblast' di Arcangelo. È centro amministrativo di uno degli undici comuni rurali del distretto di Šenkursk.